# Achim Kuczmann
Achim Kuczmann (* 10. Februar 1954 in Siegburg) ist ein deutscher Basketballtrainer und ehemaliger Basketball-Bundesliga-Spieler. Er kam auch in der A-Nationalmannschaft des Deutschen Basketball Bundes (DBB) zum Einsatz. Von 2011 bis 2018 war er als Cheftrainer der Bayer Giants Leverkusen tätig. Für die Leverkusener Basketballer war er ab 1986, verantwortlich für Mannschaften im Bereich der Jugend beziehungsweise der Frauen und Männer, als Trainer tätig. Der DBB betraute Kuczmann 1989 mit der Aufgabe des Bundestrainers der Frauen-Nationalmannschaft. An der Seite des früheren Bundestrainers Dirk Bauermann war der Leverkusener Basketballer als Co-Trainer der Männer-Nationalmannschaft in der Verantwortung.

## Spieler
Mit sieben Jahren fing Kuczmann an, Basketball zu spielen und schloss sich der Jugendabteilung des TuS 04 Leverkusen an. Ab 1969 trainierte er zusammen mit seinem Bruder Bodo in der TuS 04-Jugend, worauf man den damals 16-jährigen Aufbauspieler in den Kader des Bundesligisten holte. So begann am 7. Januar 1971 mit einem Spiel gegen den Gelsenkirchener Bundesligaaufsteiger BG Buer seine lang andauernde Spielerkarriere. Er spielte weiterhin auch in der Jugend, 1973 gewann er mit Leverkusen die deutsche A-Jugendmeisterschaft.
Dreizehn Jahre lang spielte Kuczmann bei den „Riesen vom Rhein“ und kam insgesamt zu 302 Einsätzen und 1926 Punkten (6,4 Punkte pro Spiel) in der Basketball-Bundesliga sowie zu vier Länderspielen mit der A-Nationalmannschaft des DBB. Seine Karriere als Erstliga-Spieler bei Bayer Leverkusen beendete er am 20. März 1984 im dritten Halbfinalspiel gegen den BSC Saturn Köln. In der Folgespielzeit spielte er beim Aufsteiger in die Gruppe Nord der 2. Basketball-Bundesliga, dem TuS 1882 Opladen. Als Spieler hörte er 1988 endgültig auf, als sich die Opladener Basketballer aus wirtschaftlichen Gründen aus der Zweiten Liga zurückzogen.

## Trainer
Ab 1986 arbeitete er als Jugendtrainer im Nachwuchsbereich von Bayer Leverkusen, bevor er nach dem Ende seiner Spielerkarriere 1988 das Training der Bundesliga-Frauen des Vereins übernahm. 1989 wurde er zusätzlich deutscher Damen-Bundestrainer. Ab 1994 wurde er Assistent von Cheftrainer Dirk Bauermann bei den Bundesliga-Männern, der damals dominierenden Mannschaft im deutschen Basketball. Diese Arbeit verrichtete er weiter, als Calvin Oldham 1998 die Verantwortung für die Bundesligamannschaft übernahm. Im Februar 2002, nach der Trennung von Oldham wurde Kuczmann vorübergehend, bis zum Ende der Saison, Cheftrainer des Bundesligisten. Zur Spielzeit 2002/2003 folgte Heimo Förster als Head Coach, mit dem Kuczmann ab 2004 als Assistent zusammenarbeitete, bevor er zur Saison 2005/06 das Amt des Cheftrainers übernahm. 2008 machte er dann den Wechsel beziehungsweise die Übertragung der Bundesliga-Lizenz von Leverkusen nach Düsseldorf mit und war als Headcoach des Bundesligisten Giants Düsseldorf tätig. Damit wurde er erstmals für einen Club außerhalb Leverkusens tätig. Nach dem Wechsel nach Düsseldorf stagnierte die sportliche Entwicklung der dortigen Giants und so wurde Kuczmann im März 2010, nachdem die Düsseldorfer mit in den Abstiegskampf der Liga hineingezogen wurden, beurlaubt – abgelöst zunächst von seinem langjährigen Assistenten Hansi Gnad, auf den zur Saison 2010/2011 Murat Didin folgte.
Im April 2011 gaben die Bayer Giants Leverkusen bekannt, dass Kuczmann zur Saison 2011/2012 wieder Cheftrainer der Leverkusener, mittlerweile in der Pro B, werden würde. Das Arbeitsverhältnis des Leverkusener „Urgesteins“ zu seinem Stammverein war gemäß einer getroffenen Vereinbarung zwischen den beiden Bundesligaclubs und Kuczmann für drei Jahre ausgesetzt worden. Vor Beginn der Vorbereitungsphase der Saison 2011/2012 löste Achim Kuczmann den damaligen Headcoach der Bayer Giants Leverkusen, Chris Martin, der zu Beginn der Saison 2010/11 als Spielertrainer die Aufgabe des Cheftrainers übertragen bekommen hatte, als Verantwortlicher an der Linie ab. Diese Stelle hatte Kuczmann bis zum Ende der Saison 2017/2018 inne, die für die Leverkusener mit einer Niederlage in der ersten Runde der Playoffs endete. Im Anschluss trat Kuczmann von seinem Posten als Trainer zurück und übergab die sportliche Verantwortung an seinen Assistenten Hansi Gnad. Als Geschäftsführer blieb er jedoch für die Belange der Leverkusener Basketball-Abteilung verantwortlich. Anfang November 2019 ging Kuczmann in den Ruhestand.
Kuczmanns Ehefrau Maria bestritt 150 Basketball-Länderspiele für die Auswahl des Deutschen Basketball Bundes. Der gemeinsame Sohn Michael Kuczmann schlug ebenfalls eine Laufbahn als Leistungsbasketballspieler ein.

## Erfolge und Auszeichnungen

### Spieler
- 4× Deutscher Meister (1971, 1972, 1976, 1979)
- 3× DBB-Pokalsieger (1971, 1974, 1976)
- Berufungen in die A-Nationalmannschaft, zahlreiche andere internationale Einsätze

### Trainer
- Meisterschaft der Pro B 2012/2013
- Trainer des Jahres in der Basketball-Bundesliga (BBL) (Saison 2007/08)[12]